# Suyurgatmix (kan)
Suyurgatmix o Soyurghatmix o Syorgatmix (+ 1384) fou kan del Kanat de Txagatai (1370–1384). Era fill de l'antic kan Danishmendji de la casa dels ogodeïdes.
Tamerlà va aconseguir el control complet del territori del kanat el 1370 i va fer matar el kan Khabul Shah, però va continuar amb la política de posar al front de l'estat a un kan genguiskànida mantenint-se ell mateix com amir principal. No obstant va apartar momentàniament als txagataïdes i va entronitzar a un ogodeïda de nom Suyargatmish o Syorgatmix que havia estat proposat per Xaikh Muhammad Selduz. Tamerlà fou, per descomptat, el verdader governant i el kan només era una figura cerimonial, encara que nominalment Tamerlà només era el seu delegat i comandant en cap.
Syorgatmix és esmentat com a participant al setge de Kalat el 1382.
Mentre Tamerlà estava d'expedició a Coràsmia (1384) el kan Syorgatmish, que era a Bukharà, es va posar malalt i va acabar morint allí mateix. El seu cos fou portat a Kish on fou enterrat en un mausoleu que s'havia fet construir allí. A la seva tornada, Timur va donar la posició de kan al fill del difunt, Mahmud Khan.